# كيوسوكي تاغاوا
كيوسوكي تاغاوا (باليابانية: 田川 亨介)، من مواليد 11 فبراير 1999م، وهو لاعب كرة قدم ياباني، يلعب حاليا لمركز الوسط، شارك مع زملائه في التشكيلة الثابتة التي أستضافتها بطولة كأس العالم تحت 20 سنة، والتي أستضافته كوريا الجنوبية سنة 2017م.